# Valle de la Pascua (Venezuela)
Pour les articles homonymes, voir Valle de la Pascua.
Valle de la Pascua est une ville de l'État de Guárico au Venezuela, capitale de la paroisse civile de Valle de la Pascua et chef-lieu de la municipalité de Leonardo Infante. En 2011, elle possède 115 902 habitants[réf. nécessaire].

## Personnalités liées
- Juan Arias (né en 1962) : homme politique, deux fois ministre.